# Три Острова
Три Острова — группа из трёх островов в Белом море. Расположены вдоль Терского берега Кольского полуострова, между мысом Орлов-Терский Тонкий и мысом Корабельный, у входа в Горло Белого моря. На материке напротив островов расположена губа Русинга.
Группа состоит из трёх островов: Вешняк отделён от материка и островов Кувшин и Бакалда проливом Трёхостровская Салма.
Средняя величина прилива на побережье островов 4,4 м. Восточное побережье острова Вешняк является самой восточной точкой Мурманской области (41°24’38" в. д.). На острове Вешняк установлен маяк.
В настоящее время постоянного населения на островах нет. До 1826 года на острове Вешняк в навигационное время находилась таможенная застава для осмотра судов, входящих в Белое море. У островов всегда отстаивались суда, идущие из Архангельска и обратно.
В 1693 году к Трём Островам плавал царь Всея Руси Пётр I — это была первая морская кампания капитана Петра Алексеевича. Его сопровождали голландские и английские купеческие корабли, и путешествие продолжалось шесть недель.
В 1730-х —40-х годах в районе Трёх Островов работали Лапландские заводы.
В конце XIX века И. П. Ануфриев обосновывал необходимость порта-убежища на Белом море близ Трёх Островов. В своей книге он писал:
Три Острова на карте и среди поморов-моряков считаются становищем, но вследствие плохой защищенности от NO — O — SO ветров, якорная стоянка здесь очень опасна: осенью, при переменах ветра, с моря быстро разводит зыбь, кроме того, существующее здесь сильное течение, которым суда вертит на якоре и суда, рыская и опутывая якоря, делают стоянку очень беспокойной даже в тихую погоду; кроме того, стоять за островами (Три Острова) глубокосидящим судам нельзя, так как пролив очень мелок, при отливе не более 7-10 фут глубины, а потому стоят обыкновенно в 1-2 верстах к югу от островов над бухтой Бакалдой; Бакалда тоже считается становищем, но это очень тесная бухточка и при том обсушная — пригодная скорее для дока, для ремонта подводных частей судов, чем для укрытия от бури. Верстах в пяти к югу от Трех Островов о. Горяйнов; этот остров довольно большой, но необследованный, имеет от обоих концов корги, а также есть корги и подводные банки и в проливе; может быть, этот остров по обследованию окажется более удобным по глубине для устройства здесь порта-убежища, я не знаю, — для этого необходим промер около него и его пролива но вообще устройство порта-убежища самое подходящее в этом районе островов Горяйнов — Три Острова, потому что этот район занимает, как я выше упоминал, центральное положение и с незапамятных времен служил и служит временной и постоянной якорной стоянкой для проходящих судов.

## Список островов
| Название                        | Координаты                      | Максимальная высота |
| ------------------------------- | ------------------------------- | ------------------- |
| Вешняк (Большой Трёхостровский) | 67°06′28″ с. ш. 41°24′14″ в. д. | 20                  |
| Кувшин                          | 67°07′04″ с. ш. 41°23′39″ в. д. | 19,7                |
| Бакалда                         | 67°05′30″ с. ш. 41°21′56″ в. д. | не более 5          |